# Marouane Fellaini
Marouane Fellaini-Bakkioui (pronunțat [mɑrwan fɛlajni]; n. 22 noiembrie 1987, Etterbeek, Comunitatea Francofonă din Belgia⁠(d), Belgia), cunoscut ca Marouane Fellaini, este un fotbalist belgian retras din activitate, care a jucat pe post de mijlocaș. Pe plan internațional, are prezențe la echipa națională de fotbal a Belgiei.

## Goluri internaționale
| # | Data              | Stadion                                      | Oponent                    | Scor | Rezultat | Competiția                                             |
| - | ----------------- | -------------------------------------------- | -------------------------- | ---- | -------- | ------------------------------------------------------ |
| 1 | 2 iunie 2007      | Stadionul Regele Baudouin, Bruxelles, Belgia | Portugalia                 | 1–1  | 1–2      | Preliminariile Campionatului European de Fotbal 2008   |
| 2 | 11 octombrie 2008 | Stadionul Regele Baudouin, Bruxelles, Belgia | Armenia                    | 2–0  | 2–0      | Calificările pentru Campionatul Mondial de Fotbal 2010 |
| 3 | 15 noiembrie 2009 | Jules Ottenstadion, Gent, Belgia             | Ungaria                    | 1–0  | 3–0      | Meci amical                                            |
| 4 | 12 octombrie 2010 | Stadionul Regele Baudouin, Bruxelles, Belgia | Austria                    | 2–2  | 4–4      | Preliminariile Campionatului European de Fotbal 2012   |
| 5 | 11 octombrie 2011 | Esprit Arena, Düsseldorf, Germania           | Germania                   | 1–3  | 1–3      | Preliminariile Campionatului European de Fotbal 2012   |
| 6 | 29 mai 2013       | FirstEnergy Stadium, Cleveland, US           | Statele Unite ale Americii | 3–1  | 4–2      | Meci amical                                            |
| 7 | 7 iunie 2013      | Stadionul Regele Baudouin, Bruxelles, Belgia | Serbia                     | 2–0  | 2–1      | Calificările pentru Campionatul Mondial de Fotbal 2014 |

## Statistici carieră

### Club
| Club              | Sezon            | Campionat           | Campionat | Campionat | Cupa    | Cupa   | Cupa Ligii | Cupa Ligii | Continental | Continental | Altele  | Altele | Total   | Total  |
| Club              | Sezon            | Divizie             | Meciuri   | Goluri    | Meciuri | Goluri | Meciuri    | Goluri     | Meciuri     | Goluri      | Meciuri | Goluri | Meciuri | Goluri |
| ----------------- | ---------------- | ------------------- | --------- | --------- | ------- | ------ | ---------- | ---------- | ----------- | ----------- | ------- | ------ | ------- | ------ |
| Standard Liège    | 2006–07          | Prima Ligă Belgiană | 30        | 3         | 7       | 1      | —          | —          | 3           | 0           | —       | —      | 40      | 4      |
| Standard Liège    | 2007–08          | Prima Ligă Belgiană | 31        | 6         | 5       | 1      | —          | —          | 3           | 0           | —       | —      | 39      | 7      |
| Standard Liège    | 2008–09          | Prima Ligă Belgiană | 3         | 0         | 0       | 0      | —          | —          | 2           | 0           | —       | —      | 5       | 0      |
| Standard Liège    | Total            | Total               | 64        | 9         | 12      | 2      | 0          | 0          | 8           | 0           | 0       | 0      | 84      | 11     |
| Everton           | 2008–09          | Premier League      | 30        | 8         | 4       | 1      | 1          | 0          | —           | —           | —       | —      | 35      | 9      |
| Everton           | 2009–10          | Premier League      | 23        | 2         | 2       | 0      | 2          | 0          | 7           | 1           | —       | —      | 34      | 3      |
| Everton           | 2010–11          | Premier League      | 20        | 1         | 3       | 1      | 2          | 1          | —           | —           | —       | —      | 25      | 3      |
| Everton           | 2011–12          | Premier League      | 34        | 3         | 6       | 1      | 3          | 1          | —           | —           | —       | —      | 43      | 5      |
| Everton           | 2012–13          | Premier League      | 31        | 11        | 4       | 1      | 1          | 0          | —           | —           | —       | —      | 36      | 12     |
| Everton           | 2013–14          | Premier League      | 3         | 0         | —       | —      | 1          | 1          | —           | —           | —       | —      | 4       | 1      |
| Everton           | Total            | Total               | 141       | 25        | 19      | 4      | 10         | 3          | 7           | 1           | 0       | 0      | 177     | 33     |
| Manchester United | 2013–14          | Premier League      | 16        | 0         | 0       | 0      | —          | —          | 5           | 0           | —       | —      | 21      | 0      |
| Manchester United | 2014–15          | Premier League      | 27        | 6         | 4       | 1      | 0          | 0          | —           | —           | —       | —      | 31      | 7      |
| Manchester United | 2015–16          | Premier League      | 18        | 1         | 6       | 2      | 2          | 0          | 8           | 1           | —       | —      | 34      | 4      |
| Manchester United | 2016–17          | Premier League      | 28        | 1         | 3       | 1      | 4          | 1          | 11          | 1           | 1       | 0      | 47      | 4      |
| Manchester United | 2017–18          | Premier League      | 16        | 4         | 3       | 0      | 0          | 0          | 3           | 1           | 1       | 0      | 23      | 5      |
| Manchester United | 2018–19          | Premier League      | 14        | 0         | 1       | 0      | 1          | 1          | 5           | 1           | —       | —      | 21      | 2      |
| Manchester United | Total            | Total               | 119       | 12        | 17      | 4      | 7          | 2          | 32          | 4           | 2       | 0      | 177     | 22     |
| Shandong Taishan  | 2019             | SuperLiga Chineză   | 22        | 7         | 4       | 1      | —          | —          | 8           | 4           | —       | —      | 34      | 12     |
| Shandong Taishan  | 2020             | SuperLiga Chineză   | 12        | 4         | 5       | 3      | —          | —          | —           | —           | 6       | 1      | 23      | 8      |
| Shandong Taishan  | 2021             | SuperLiga Chineză   | 20        | 10        | 3       | 1      | —          | —          | —           | —           | —       | —      | 23      | 11     |
| Shandong Taishan  | 2022             | SuperLiga Chineză   | 28        | 7         | 0       | 0      | —          | —          | 0           | 0           | —       | —      | 28      | 7      |
| Shandong Taishan  | 2023             | SuperLiga Chineză   | 26        | 11        | 3       | 1      | —          | —          | 3           | 1           | 1       | 0      | 33      | 13     |
| Shandong Taishan  | Total            | Total               | 108       | 39        | 15      | 6      | 0          | 0          | 11          | 5           | 7       | 1      | 141     | 51     |
| Totalul carierei  | Totalul carierei | Totalul carierei    | 432       | 85        | 63      | 16     | 17         | 5          | 58          | 10          | 9       | 1      | 579     | 117    |

1. ↑  Include Cupa Belgiei, FA Cup, Chinese FA Cup
2. ↑  Include Football League Cup/EFL Cup
3. ↑  Două apariții în UEFA Champions League, o apariție în Cupa UEFA
4. ↑  Apariții în Cupa UEFA
5. 1 2 3 4  Apariții în UEFA Champions League
6. 1 2  Apariții în UEFA Europa League
7. ↑  Șase apariții și un gol în UEFA Champions League, două apariții în UEFA Europa League
8. ↑  Apariție în FA Community Shield
9. ↑  Apariție în Supercupa Europei UEFA
10. 1 2  Apariții în AFC Champions League
11. ↑  Apariții în play-off-urile campionatului Superligii Chineze
12. ↑  Apariție în Chinese FA Super Cup

### Națională
| Belgia | Belgia  | Belgia |
| An     | Meciuri | Goluri |
| ------ | ------- | ------ |
| 2007   | 8       | 1      |
| 2008   | 6       | 1      |
| 2009   | 7       | 1      |
| 2010   | 5       | 1      |
| 2011   | 6       | 1      |
| 2012   | 6       | 0      |
| 2013   | 9       | 2      |
| Total  | 47      | 7      |

## Palmares

### Club
Standard Liège
- Prima Divizie Belgiană (1): 2007–08

Everton
- Finalist FA Cup: 2008–09

### Individual
- Belgian Ebony Shoe (1): 2008
- Everton Young Player of the Season (1): 2008–09
- Premier League Player of the Month (1): Noiembrie 2012